# Cages (film)
Ne doit pas être confondu avec Cages.
Pour plus de détails, voir Fiche technique et Distribution.
Cages est un film franco-belge réalisé par Olivier Masset-Depasse et sorti en 2008.

## Fiche technique
- Titre : Cages
- Réalisateur : Olivier Masset-Depasse
- Scénario : Olivier Masset-Depasse
- Photographie : Tommaso Fiorilli
- Montage : Damien Keyeux
- Musique : Frédéric Vercheval
- Décors : Patrick Colpaert et Jimmy Vansteenkiste
- Costumes : Élise Ancion
- Son : Marc Engels
- Sociétés de production : Versus Production - Les Films Pelléas - Mobilis Productions - Scop Invest - Cofinova 2
- Pays d'origine :  France -  Belgique
- Genre : Film dramatique
- Durée : 86 minutes
- Dates de sortie : 
  -  France : 26 novembre 2008

## Distribution
- Anne Coesens : Ève
- Sagamore Stévenin : Damien
- Michel Angely : Bernard
- Adel Bencherif : Rabbah
- Michel Bompoil : l'ambulancier